# Litomitus
Celiptera là một chi bướm đêm thuộc họ Noctuidae.